# سود خالص
سود خالص (به انگلیسی: Net income) یا درآمد خالص، در حسابداری، به میزان سود باقی‌مانده یک شرکت گفته می‌شود، که پس از کسر نمودن مجموع بهای کالای فروخته شده، هزینه‌های عملیاتی، برآمد و مالیات، از مجموع درآمدها در طول یک دوره حسابرسی، عاید آن شرکت می‌گردد.
اگر هزینه‌های عملیاتی و مالیات یک شرکت را در طول یک سال مالی، از درآمدهای آن شرکت کسر نماییم، عدد بدست آمده، نشانگر سود خالص آن شرکت می‌باشد. مثبت یا منفی بودن این عدد، نسبت مستقیم با عملکرد شرکت مورد نظر دارد. همچنین مثبت بودن سود خالص، به افزایش ارزش سهام و در نهایت افزایش حقوق صاحبان سهام می‌انجامد. در حوزه ارائه صورت‌های مالی، بنیاد استانداردهای گزارشگری مالی بین‌المللی سود خالص را مترادف با سود و زیان تعریف می‌کند. سود خالص در حسابداری یک مفهوم مجزا از سود می‌باشد. سود خالص همچنین می‌تواند از مجموع درآمدهای غیرعملیاتی و درآمدهای عملیاتی یک شرکت، سپس کم کردن مالیات نیز محاسبه شود.
محاسبه سود خالص اغلب از مجموع درآمدهای عملیاتی شرکت آغاز می‌شود. به‌این‌ترتیب هزینه‌های فروش، در کنار هر هزینه دیگری که شرکت در طول دوره حسابرسی متحمل شده، حذف می‌شود، تا سود قبل از مالیات بر درآمد محاسبه گردد و اگر مالیات نیز از این مقدار کسر شود، میزان خالص سود، بدست می‌آید.